# Vereenigd Amsterdamsch Schaakgenootschap
Die seit 1822 bestehende (Vereinigte) Amsterdamer Schachgesellschaft oder Vereenigd Amsterdamsch Schaakgenootschap (abgekürzt VAS) ist der älteste und historisch bedeutendste Schachverein der Niederlande.

## Geschichte der Schachgesellschaft
In den holländischen Städten wurde bereits im 18. Jahrhundert viel Schach gespielt, und Amsterdam galt frühzeitig als Schachhochburg. Die Amsterdamsch Schaakgenootschap, wie anfänglich der Name lautete, wurde am 19. September 1822 gegründet, einige Jahre nach der Schachgesellschaft Zürich und fünf Jahre vor dem ältesten heute noch bestehenden deutschen Schachverein, der Berliner Schachgesellschaft.
Im Jahr 1824 trugen die Amsterdamer Schachspieler einen Korrespondenzwettkampf mit dem Schachklub Rotterdam aus. Amsterdam siegte in beiden Partien. Es folgten weitere Fernpartien gegen Antwerpen und Den Haag. Zwischen 1853 und 1860 wurden zudem internationale Korrespondenzwettkämpfe gegen den Krefelder Schachklub und die Elberfelder Schachgesellschaft ausgetragen.
Die Schachgesellschaft war der größte Verein Amsterdams und über viele Jahrzehnte ein Mittelpunkt des holländischen Schachlebens. So fand 1851 in Amsterdam das erste niederländische Schachturnier statt, das Maarten van 't Kruijs gewann. Auch das  erste internationale Schachturnier des Landes wurde 1889 von der Amsterdamer Schachgesellschaft ausgerichtet. Den zweiten Preis (hinter Amos Burn) gewann der junge Emanuel Lasker. Der spätere deutsche Schachweltmeister erzielte damals seinen ersten Erfolg im Ausland und fühlte sich dem Verein später als Mitglied verbunden.
Dem Verein gehörten führende niederländische Schachspieler an. Der spätere Weltmeister Max Euwe trat der Schachgesellschaft 1913 im Alter von zwölf Jahren bei. Der Glanz seiner Erfolge überstrahlte dann die Entwicklung zwischen den beiden Weltkriegen. 1923 gewann er ein Turnier, das die beiden größten Schachvereine der Stadt, VAS und der Amsterdamer Schachklub (ASC), gemeinsam organisierten. Eine Serie großer Schachereignisse, darunter die beiden Titelkämpfe Euwes gegen Alexander Aljechin 1935 und 1937, sowie das AVRO-Turnier im Jahr 1938 fanden ebenfalls teilweise oder überwiegend in Amsterdam statt.
In der Nachkriegszeit setzte sich die Erfolgsgeschichte zunächst fort. Bis in die 1960er Jahre gewann VAS zahlreiche Titel als niederländischer Landesmeister.

## Krise und Neuaufbau des Vereins
Der tendenziell elitäre Zuschnitt des angesehenen Vereins wurde dann zu einer der Ursachen des Niedergangs. Die Mitgliederzahl schrumpfte stark, und in den Jahren nach 1980 stand sogar zeitweilig eine Schließung im Raum – ein Schicksal, das dem traditionsreichen Schachverein letztlich erspart blieb.
Einem Kreis aktiver Mitglieder um Rob van Dongen gelang es, den Verein wieder zu beleben. Zeichen des Neubeginns waren die im Februar 1996 lancierte Website und der gezielte Aufbau einer eigenständigen Jugendabteilung. Die Hoffnungen auf ein Mitgliederwachstum erfüllten sich. Im Jugendschach schloss VAS schnell wieder zu den stärksten niederländischen Konkurrenzvereinen auf.
Zuletzt umfasste der Verein etwa 100 erwachsene Mitglieder und 70 Jugendspieler (Stand: März 2008). Mit einer größeren Zahl von Mannschaften nimmt VAS am landesweiten Spielbetrieb teil. Der Verein unterhält zwei Internetpräsenzen, wobei ein gewisses Übergewicht der Jugendabteilung zum Ausdruck kommt.